# Women in Uniform
Women in Uniform är en låt, cover och singel av den brittiska heavy metalgruppen Iron Maiden. Den släpptes den 27 oktober, 1980. Originallåten gjordes av ett Australiensiskt band som hette Skyhooks. 
Också på detta omslag fanns Margaret Thatcher med här med en pistol i handen gömd bakom ett hörn lurpassande på Eddie som kommer gående med två kvinnor "i uniform"

## Låtlista
1. Women in Uniform (Macainsh)
2. Invasion (Harris)
3. Phantom Of The Opera (Live) (Harris)

### Women in Uniform
En cover på Skyhooks låt med samma namn. Skivbolaget väntade sig att låten skulle bli en hit men det misslyckades. Låten ogillades av fansen och den passade inte in i Iron Maidens musikstil.
Låtetn är den första av Iron Maiden som blivit musikvideo.

### Invasion
Se även Invaders och Invasion
Tidigare version av Invaders på The Number of the Beast skriven av Steve Harris. 

### Phantom of the Opera (live)
Se även Phantom of the Opera
Liveversion av en klassisk Iron Maidenlåt inspelad i Marquee Club den 4 juli 1980.

## Banduppsättning
- Steve Harris - bas
- Paul Di'Anno - sång
- Dave Murray - gitarr
- Dennis Stratton - gitarr
- Clive Burr - trummor